# 蘇貞昌
蘇 貞昌（そ ていしょう、1947年〈民国36年〉7月28日 - ）は、中華民国の政治家、弁護士。行政院長（首相、2期目）、民主進歩党（民進党）主席を歴任した。党内では「福利国連線」に属する。陳水扁総統時代（2000～2008年）、呂秀蓮、謝長廷、游錫堃と共に「民進党四大天王」の1人に数えられた。

## 経歴
台湾省立屏東中学を卒業後、台湾大学法学部に進学した。1980年に陳水扁らと共に弁護士として美麗島事件を担当した。
1989年、屏東県長選挙に出馬し、国民党の候補者を破って当選したが、1993年、再選を目指した選挙では国民党から立候補した台湾省交通処長伍沢元に敗れ落選、その後民進党秘書長に就任した。
1997年、台北県長選挙に立候補した。前職の尤清が汚職問題により投票前日に逮捕されるという事件が追い風となり、国民党候補の謝深山を破り台北県長に当選した。このとき、党内最大派閥の「新潮流系」に属する盧修一が末期がんを患う身で蘇への投票を懇願したことが有権者に感動を与え、当選に大きく寄与したとされ、そのため蘇貞昌はこの後、新潮流に接近していった。
2001年、泛藍陣営が擁立した統一候補王建煊に対し、蘇貞昌陣営は4年間の安定した県政をアピール、結果は87万票対82万票で再選された。
陳水扁が2004年に中華民国総統に就任した後、台北県長であった蘇貞昌は陳総統の要請を受け総統府秘書長に就任。福利国連線が事実上蘇貞昌系と謝長廷系に分裂、ほとんどが謝系に流れたこともあって、蘇貞昌は従来から関係が親密だった新潮流系にますます傾斜し、事実上新潮流系が最大の支持基盤となった。
2005年1月30日の民進党主席選挙では、単独候補であったが、蘇貞昌は99.71%の信任を獲得し第11代党主席に選出され、同年2月15日に正式に就任した。しかし同年12月3日、民進党が地方統一選挙（「三合一」：県市長・議会、里長選挙）で大敗したことにより党主席を引責辞任した。
党主席辞任後、2006年1月19日に辞任した謝長廷の後任として行政院長に任命される。その後、2008年の総統選挙に向けた党内予備選挙に名乗りを上げ、ライバル謝長廷と熾烈な争いを展開したが、2007年5月6日に行われた党員投票で、得票率44.66%の謝長廷に対して得票率33.40%と敗れ、予備選挙から撤退した。5月12日、会見を行い行政院長辞任を表明した。その後、謝長廷から副総統候補に指名され、総統選挙を戦ったが、国民党の馬英九・蕭万長の前に敗北した。
2010年11月に実施された台北市長選に立候補したが、現職で国民党推薦の郝龍斌に敗れた。
2012年5月、民進党主席に選出される。
2014年5月、民進党主席を退任。前任の主席だった蔡英文が再度主席に就任した。
2018年4月、11月に実施される新北市長選への立候補を発表したが得票率は42.85％にとどまり、57.15％の票を獲得した侯友宜に破れた。
2019年1月11日、蔡英文総統より行政院長に任命され、2020年5月20日、蔡英文総統の二期目でも行政院長に再任された。
2023年1月19日、蔡英文総統に総辞職を申し入れたことを自身のFacebookで表明した。2022年11月の統一地方選で民進党が大敗して以降、支持率が大幅に低下していた。

## 人物
電火球（台湾語：テンホエキュウ、電球のこと）というニックネームがある。特徴的な禿げ頭から。
また、演説ではダミ声で「私は蘇貞昌です（台湾語でゴア・シー・ソーチンチョン goa si Sou Cheng-chhiong）」と挨拶、観衆が「Chhiong, Chhiong, Chhiong（チョン・チョン・チョン；それ行け、go!の意味）」と掛け声をかけるスタイルで盛り上げる（蘇貞昌の昌の字とChhiongが台湾語では同じ音）。
同じく民主進歩党党員で、第9・10回立法委員の蘇巧慧は長女である。

## 選挙記録
| 年度 | 選挙                   | 選挙区                 | 所属政党   | 得票数    | 得票率 | 当選 | 注釈 |
| ---- | ---------------------- | ---------------------- | ---------- | --------- | ------ | ---- | ---- |
| 1981 | 第7回台湾省議員選挙    | 屏東県選挙区           | 無党籍     | 36,429    | 10.16% |      |      |
| 1985 | 第8回台湾省議員選挙    | 屏東県選挙区           | 無党籍     | 84,644    | 21.94% |      |      |
| 1989 | 第11回屏東県長選挙     | 屏東県                 | 民主進歩党 | 228,481   | 54.28% |      |      |
| 1993 | 第12回屏東県長選挙     | 屏東県                 | 民主進歩党 | 214,495   | 48.16% |      |      |
| 1995 | 第3回立法委員選挙      | 台北県選挙区           | 民主進歩党 | 66,146    | 4.67%  |      |      |
| 1997 | 第13回台北県長選挙     | 台北県                 | 民主進歩党 | 571,658   | 40.67% |      |      |
| 2001 | 第14回台北県長選挙     | 台北県                 | 民主進歩党 | 874,495   | 51.31% |      |      |
| 2008 | 第12期総統・副総統選挙 | 第12期総統・副総統選挙 | 民主進歩党 | 5,444,949 | 41.55% |      |      |
| 2010 | 第5回台北市長選挙      | 台北市                 | 民主進歩党 | 628,129   | 43.81% |      |      |
| 2012 | 第8回立法委員選挙      | 不分区および海外華僑枠 | 民主進歩党 | 4,556,424 | 34.62% |      |      |
| 2018 | 第3回新北市長選挙      | 新北市                 | 民主進歩党 | 873,692   | 42.85% |      |      |